# Edegem
Edegem ist eine belgische Gemeinde in der Region Flandern im Großraum Antwerpen mit 23.009 Einwohnern (Stand 1. Januar 2024).
Ein bedeutendes Bauwerk ist die Basilika Unserer Lieben Frau von Lourdes von 1933.
Das Stadtzentrum von Antwerpen liegt sechs Kilometer nördlich und Brüssel ca. 35 Kilometer südlich.
Die nächsten Autobahnabfahrten befinden sich bei Slijkhoek und Kontich an der A1/E 19. In Mortsel und Kontich befinden sich die nächsten Regionalbahnhöfe und in Antwerpen halten auch überregionale Schnellzüge. Der nur etwa fünf Kilometer entfernte Flughafen Antwerpen ist der nächste Regionalflughafen und der Flughafen Brüssel National nahe der Hauptstadt Brüssel ist ein Flughafen von internationaler Bedeutung.

## Söhne und Töchter der Gemeinde
- Marie Gevers (1883–1975), Schriftstellerin
- Paul Willems (1912–1997), Schriftsteller
- Frans Van Dyck (1923–2018), Jazz- und Unterhaltungsmusiker
- Marcel Janssens (1931–1992), Radrennfahrer
- Selm Wenselaers (* 1983), Schriftsteller und flämischer Historiker
- Sander Baart (* 1988), niederländischer Wasserballspieler
- Boris Daenen (* 1989), Drum-and-Bass-Produzent und DJ
- Félix Denayer (* 1990), Hockeyspieler
- Loïck Luypaert (* 1991), Hockeyspieler
- Sam Maes (* 1998), Skirennläufer
- Johan Meintrup (* 2001), Bouleweltmeister U20[1]

## Einzelnachweise

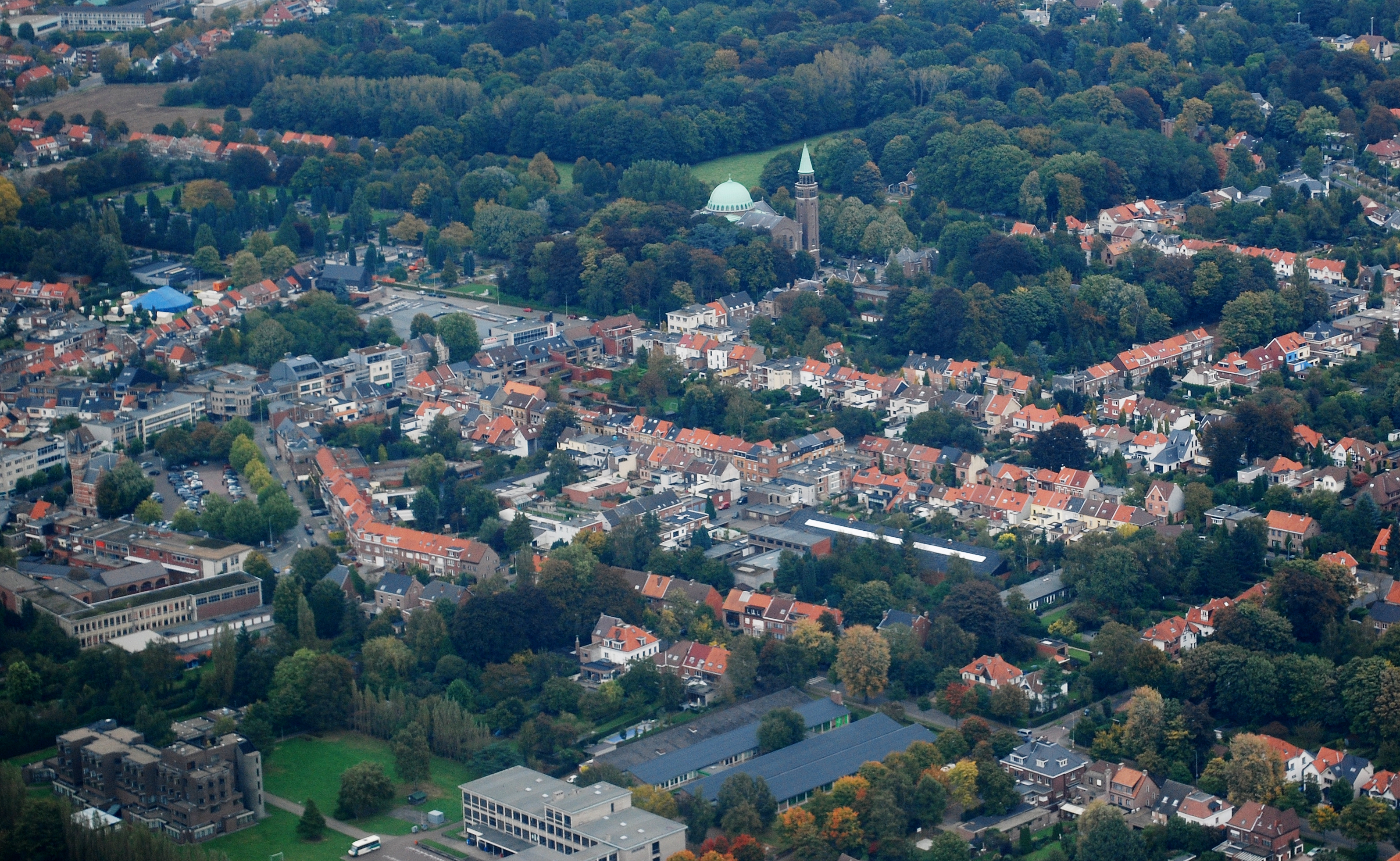
Blick auf Edegem